# Curtitoma livida
Curtitoma livida is een slakkensoort uit de familie van de Mangeliidae. De wetenschappelijke naam van de soort werd voor het eerst geldig gepubliceerd in 1842 door Møller als Defrancia livida.